# Schweizer Illustrierte
La Schweizer Illustrierte est un hebdomadaire suisse de langue allemande fondé à Zofingue en 1911 par les éditions Ringier.

## Histoire
La Schweizer Illustrierte (Schweizer Illustrierte Zeitung jusqu'en 1965) est fondée en 1911 par les éditions Ringier pour concurrencer les illustrés allemands. Inspiré de la Berliner Illustrirte Zeitung, son premier exemplaire paraît le 9 décembre 2011.
L'hebdomadaire occupe une position dominante sur le marché suisse, d'abord grâce à des reportages photographiques sur l'actualité, puis en se transformant en magazine people.
Le siège de l'hebdomadaire est déplacé de Zofingue à Zurich en 1911. 
Le magazine fusionne avec Sie und Er, autre publication de Ringier, en 1972.
Il paraît le vendredi depuis 2015 et collabore étroitement avec L'Illustré, son pendant romand, depuis 2019.

## Rédacteur en chef
- depuis février 2022 : Silvia Binggeli (de)[6]
- juillet 2020- janvier 2022 : Werner De Schepper (de) et Nina Siegrist[6]
- 2015-2020 : Werner De Schepper (de)[6]
- 2012-2020 : Stefan Regez[7]
- décembre 2008-août 2011 : Nik Niethammer (de)[8]
- janvier 2008-septembre 2008 : Dominic Geisseler[9]
- 2000-2007 : Marc Walder[10]
- Peter Rothenbühler (de) : 1988-1999[1]
- Werner Meier : 1941-1972[1]

## Tirage
- 1945 : 213 000 exemplaires

- 2007 : 225 753 exemplaires

- 2010 : 213 243 exemplaires[1]